# Vastagh Béla

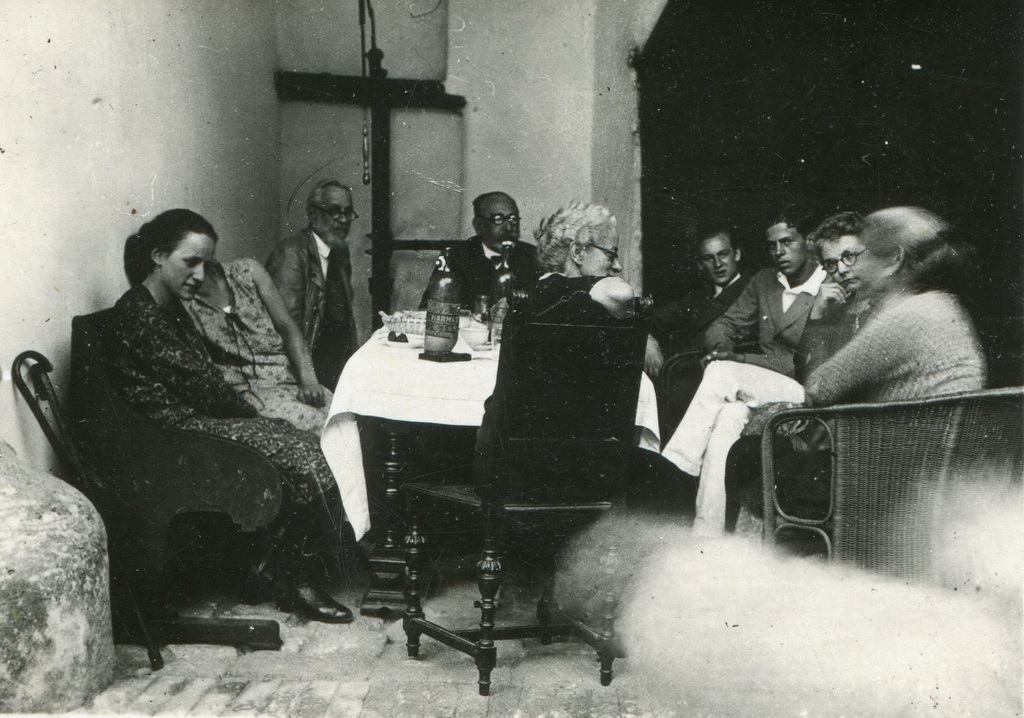
Vendégségben Vastagh Béláéknál 1931-ben

Alsó-torjai Vastagh Béla (Ploiești, 1864. november 4. – Szentendre, 1938. március 30.) magyar jogász, közjegyző.

## Családja
Székely lófő eredetű családból származott. Id. Vastagh György festőművész és Schell Jozefin fia, Vastagh Géza festőművész és ifj. Vastagh György szobrászművész testvére, Kenyeres Balázs orvosprofesszor sógora, Vastagh Éva és Vastagh László szobrászművészek nagybátyja.
Felesége Szoboszlay Irén, gyermekei Vastagh Gábor vegyészmérnök, kohászattörténész és Vastagh Remig villamosmérnök.

## A családi ház
Vastagh Béla szentendrei otthona - családi összejövetelek kedvelt színhelye - egykor sóház, a 18. században postaállomás, később Dimsics Vazul kereskedőháza volt. Jellegzetes épület, hangulatos homlokzatával, faragott kapuboltjával, apácarácsos ablakaival. Jelenleg a Kovács Margit Múzeum található itt.
Az utca, ahonnan a bejárat nyílik, 1925-től Vastagh György nevét viseli

## Életpályája
A szentendrei belváros - I. kerület - képviselője volt. 1928-ban a legtöbb adót fizető polgárok között tartották számon.
Szentendrén a városi köztemetőben nyugszik.

## Képek

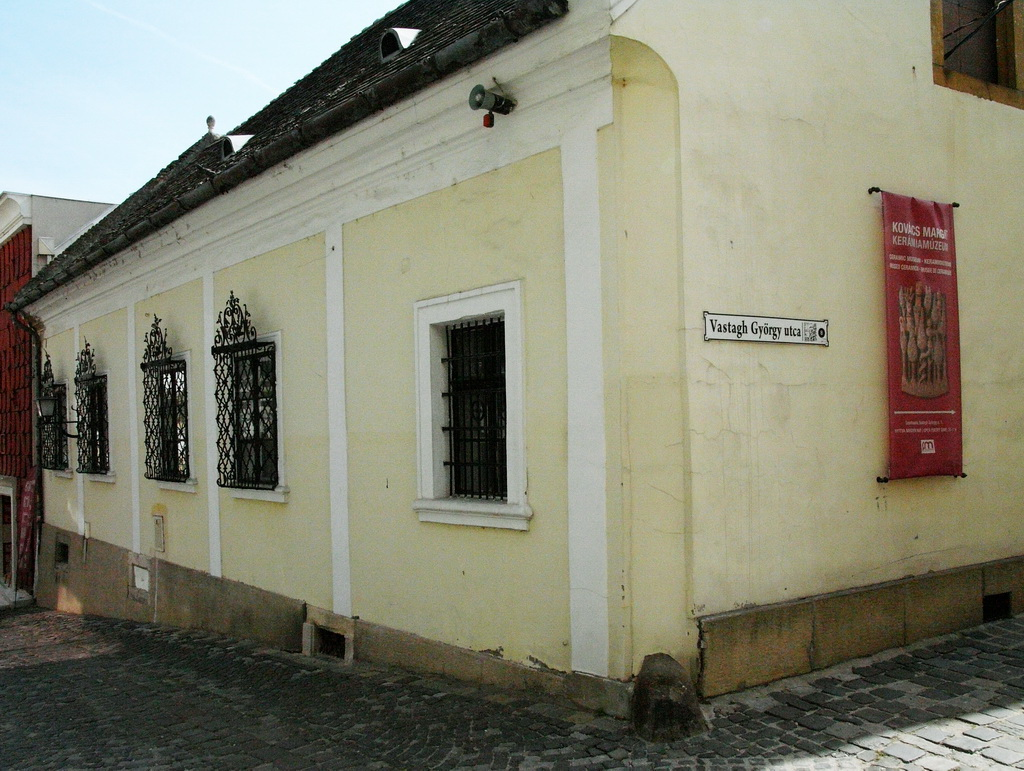
Szentendre, Vastagh Béla egykori háza
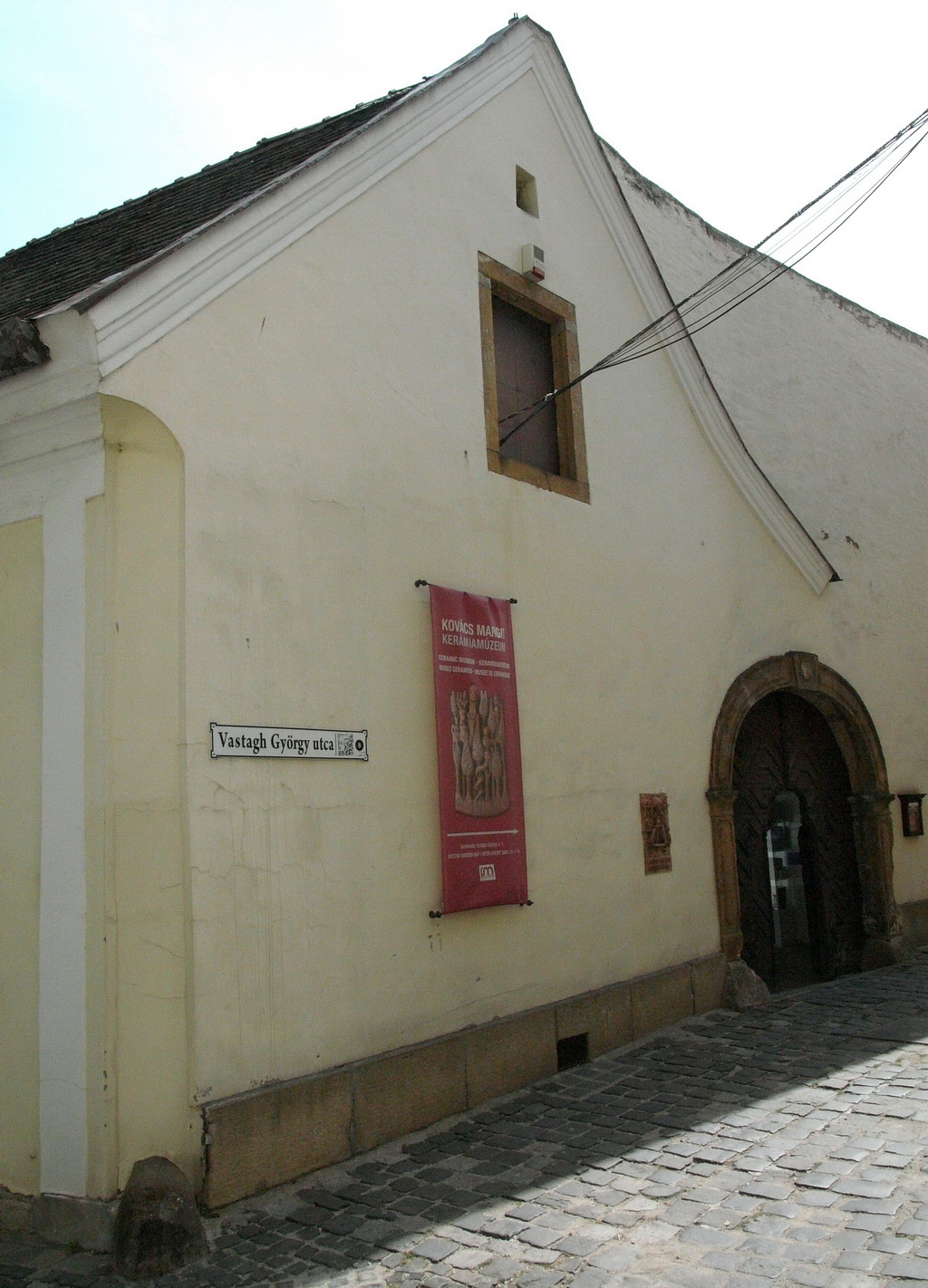
A Vastagh György utca felőli homlokzat
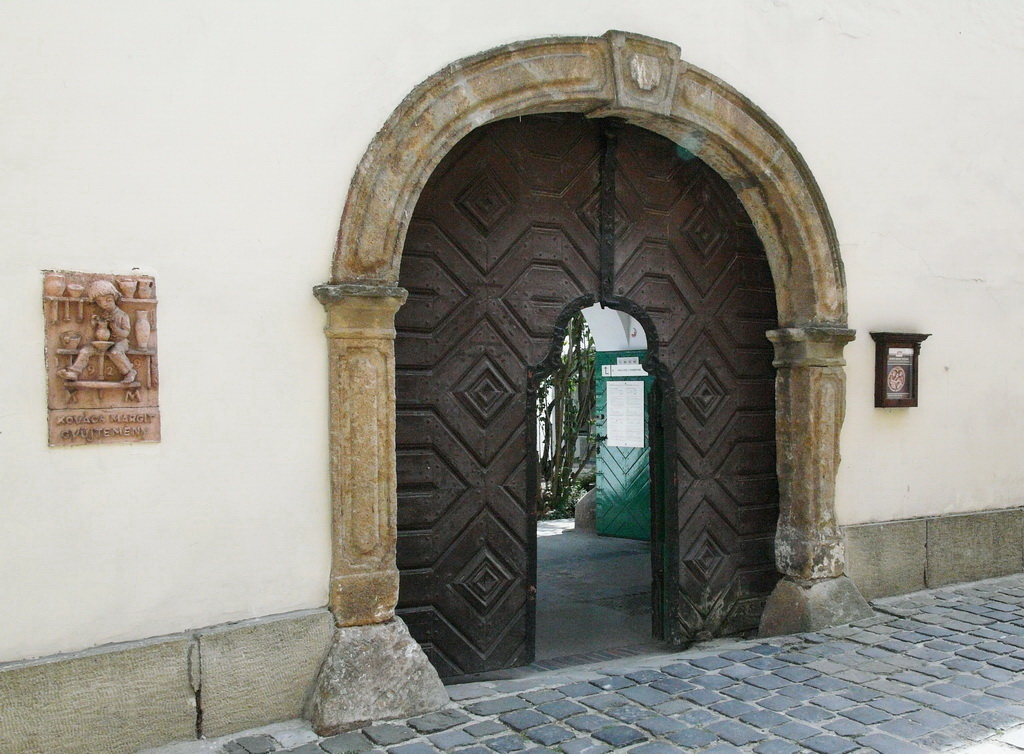
A kapu